# Максимовское (на реке Коровка)
В том же сельском поселении и в той же сельской администрации есть ещё одна деревня Максимовское – на реке Черёмуха
Максимовское – деревня в Покровской сельской администрации Покровского сельского поселения Рыбинского района Ярославской области . 
Деревня расположена на правом берегу реки Коровка с северной стороны автомобильной дороги Р104 на участке Углич-Рыбинск, между селом Покров и посёлком Искра Октября, в котором расположена администрация сельского поселения. 
Деревня Максимовская указана на плане Генерального межевания Рыбинского уезда 1792 года.
Численность постоянного населения на 1 января 2007 года 44 человека . По почтовым данным в деревне 3 улицы (Центральная, Рябиновая и Сосновая), 81дом. .